# الشعور الأعلى (بكيل المير)

تعديل مصدري - تعديل

الشعور الأعلى هي إحدى قرى عزلة فاس بمديرية بكيل المير التابعة لمحافظة حجة، بلغ تعداد سكانها 103 نسمة حسب تعداد اليمن لعام 2004.